# Rydbo saltsjöbad
Rydbo saltsjöbad är en tidigare småort i Österåkers kommun i Stockholms län. Från 2015 räknas orten som en del av tätorten Svinninge och småorten upplöstes.

Området styckats av från godset Rydboholm och etablerades som fritidshusområde 1934. 
Idag har området fortfarande cirka 50 procent fritidsboende men andelen permanentboende ökar i takt med att tomter och fritidshus säljs. 

## Kommunikationer
Rydbo Saltsjöbad har kommunikationer med bussar från Vaxholm och Åkersberga till Stockholm.